# NGC 182
NGC 182 (другие обозначения — UGC 382, MCG 0-2-95, ZWG 383.45, PGC 2279) — спиральная галактика с перемычкой (SBa) в созвездии Рыбы.
Этот объект входит в число перечисленных в оригинальной редакции «Нового общего каталога».
Вместе с галактиками NGC 194 , NGC 198, NGC 200, IC 40 образует небольшую группу галактик LGG 9.
В 2004 году в галактике была обнаружена сверхновая SN 2004ex, принадлежащая к типу IIb.
По оценкам, расстояние до галактики составляет 239 миллионов световых лет. Диаметр галактики около 115 000 световых лет .
Галактика NGC 182 входит в состав группы галактик NGC 182. Помимо NGC 182 в группу также входят NGC 194, NGC 198 и NGC 200.